# Pholcophora americana
Pholcophora americana là một loài nhện trong họ Pholcidae. Loài này được phát hiện ở Hoa Kỳ và Canada và là loài điển hình của chi Pholcophora.